# Cabrejas del Pinar
Cabrejas del Pinar é um município da Espanha na província de Sória, comunidade autónoma de Castela e Leão, de área 124,14 km² com população de 436 habitantes (2007) e densidade populacional de 3,51 hab./km².

## Demografia
| Variação demográfica do município entre 1991 e 2004 | Variação demográfica do município entre 1991 e 2004 | Variação demográfica do município entre 1991 e 2004 | Variação demográfica do município entre 1991 e 2004 |
| --------------------------------------------------- | --------------------------------------------------- | --------------------------------------------------- | --------------------------------------------------- |
| 1991                                                | 1996                                                | 2001                                                | 2004                                                |
| 508                                                 | 495                                                 | 462                                                 | 485                                                 |